# Muri i gjallë
Muri i gjallë, albansk film från 1989.

## Rollista (i urval)
- Ilir Borodani
- Edmond Budina
- Rajmonda Bullku
- Lec Bushati
- Elvira Diamanti
- Gëzim Rudi
- Stavri Shkurti
- Ilir Sulejmani
- Vangjel Toçe
- Luiza Xhuvani